# Magnolia champaca
Magnolia champaca is een soort uit de tulpenboomfamilie (Magnoliaceae). De soort komt voor in het Oriëntaals gebied van Azië, van Zuid-India tot in Zuid-Centraal-China. en op de Kleine Soenda-eilanden. Het is een grote groenblijvende boom met witte geurige bloemen. De boom groeit in tropische bossen op hoogtes tussen 200 en 1600 meter. De soort staat op de Rode Lijst van de IUCN geklasseerd als 'niet bedreigd'.
De sterkgeurende bloemen worden gebruikt in massage- en haaroliën, in parfums, en in wierook. Voorbeelden zijn de Indiase parfumolie Attar Champa en de wierookgeur Nag Champa .